# Bristol 411
Bristol 411 je řada osobních automobilů, které vyráběla britská automobilka Bristol Cars mezi roky 1969–1976.

## Data
- Roky: 1969 - 1976
- Jednotky: 287
- Zdvihový objem: 6277 cm³
- Válců: V8
- Zrychlení: 8 s
- Rychlost: 222 km/h
- Výkon: 340 hp
- Hmotnost: 1676 kg